# Red Hot Riding Hood
Red Hot Riding Hood este un film de animație american regizat de Tex Avery din Al Doilea Război Mondial și realizat pe 8 mai 1943. Acest desen animat este o reimaginare a poveștii clasice Scufița Roșie.
Este pe locul 4 în Top 50 cele mai bune desene animate.

## Voci
- Sara Berner :
- Daws Butler :
- June Foray :
- Frank Graham :
- Kent Rogers :
- Connie Russel :